# Saint-Loup-en-Comminges
Saint-Loup-en-Comminges ist eine französische Gemeinde mit 38 Einwohnern (Stand 1. Januar 2022) im Département Haute-Garonne in der Region Okzitanien (zuvor Midi-Pyrénées). Die Einwohner werden als Saint-Loupois bezeichnet.

## Geographie
Umgeben wird Saint-Loup-en-Comminges von den vier Nachbargemeinden:
| Villemur |                                             | Gensac-de-Boulogne |
|          | Kompassrose, die auf Nachbargemeinden zeigt |                    |
| Bazordan |                                             | Nizan-Gesse        |

## Geschichte
Die Entdeckung einer römischen Villa mit Badeanlagen auf dem Gemeindegebiet bezeugt eine frühe Besiedlung. 

## Bevölkerungsentwicklung
| Jahr                      | 1962 | 1968 | 1975 | 1982 | 1990 | 1999 | 2006 | 2012 | 2016 | 2019 |
| ------------------------- | ---- | ---- | ---- | ---- | ---- | ---- | ---- | ---- | ---- | ---- |
| Einwohner                 | 109  | 84   | 46   | 46   | 36   | 40   | 39   | 35   | 35   | 37   |
| Quelle: Cassini und INSEE |      |      |      |      |      |      |      |      |      |      |

## Sehenswürdigkeiten
- Kirche, erbaut im 15. Jahrhundert
- Burg, erbaut im 13. Jahrhundert